# Protesilaus stenodesmus
Protesilaus stenodesmus är en fjärilsart som först beskrevs av Rothschild och Jordan 1906.  Protesilaus stenodesmus ingår i släktet Protesilaus och familjen riddarfjärilar.
Artens utbredningsområde är Paraguay. Inga underarter finns listade i Catalogue of Life.

## Bildgalleri

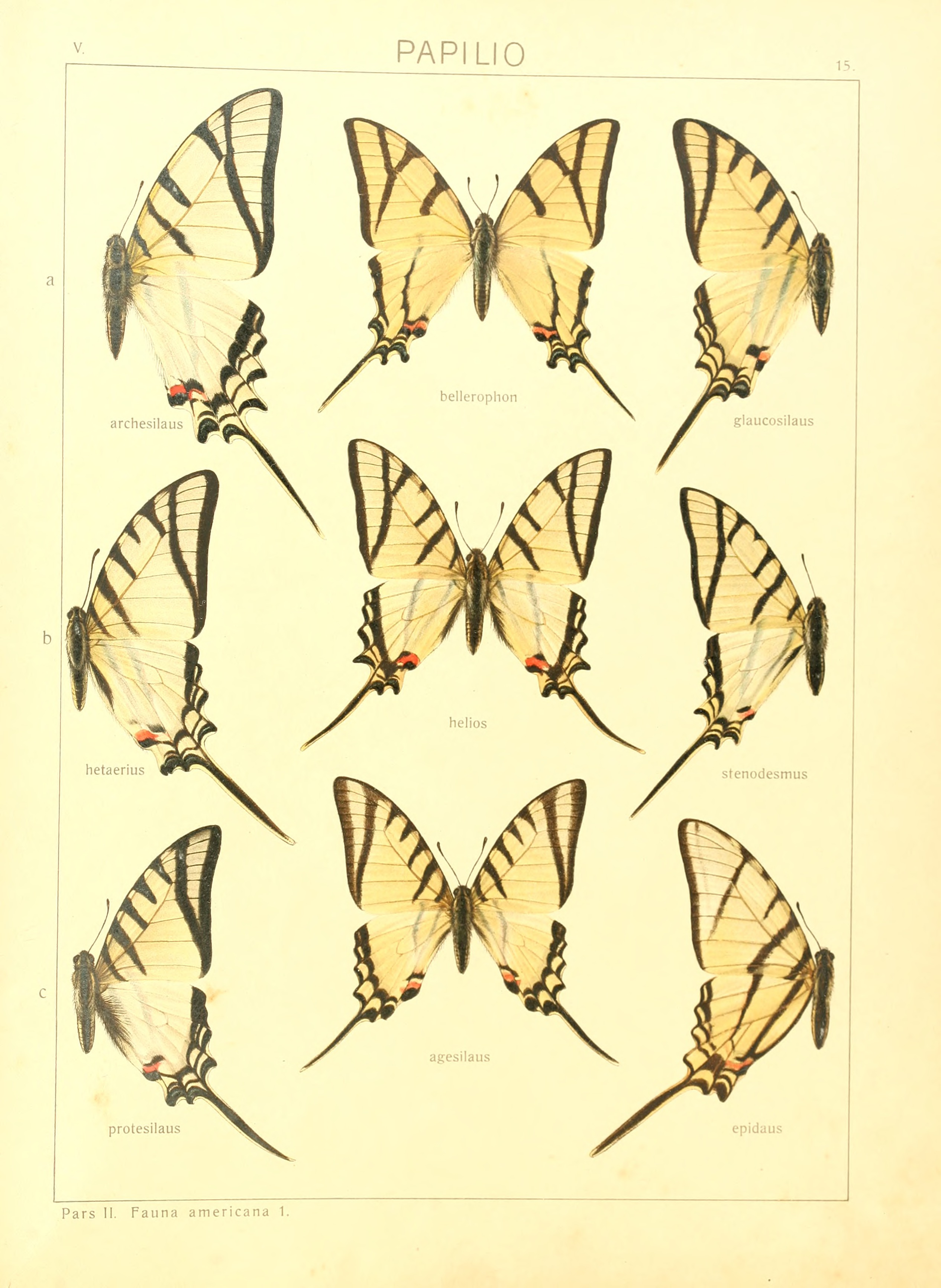
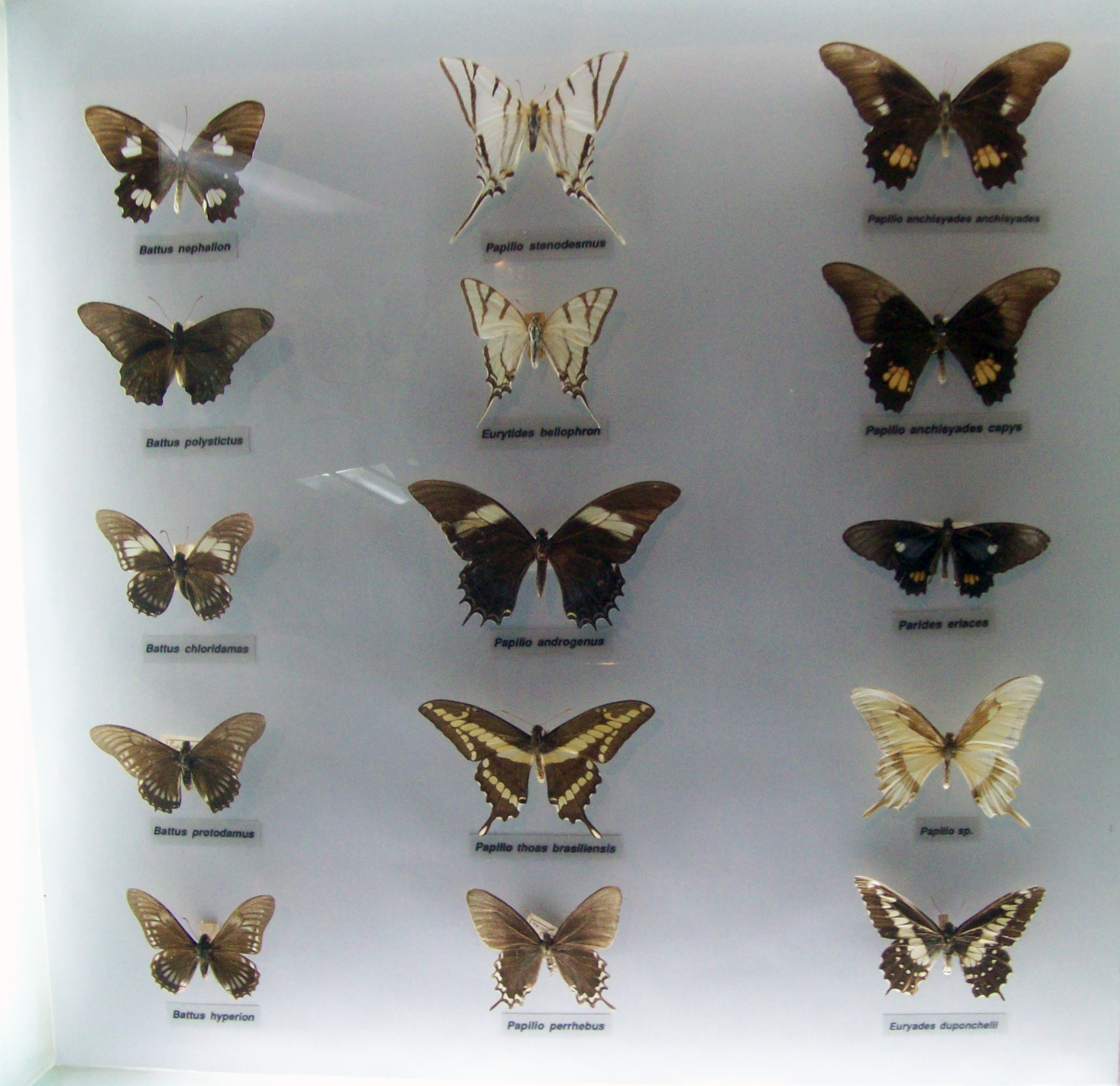
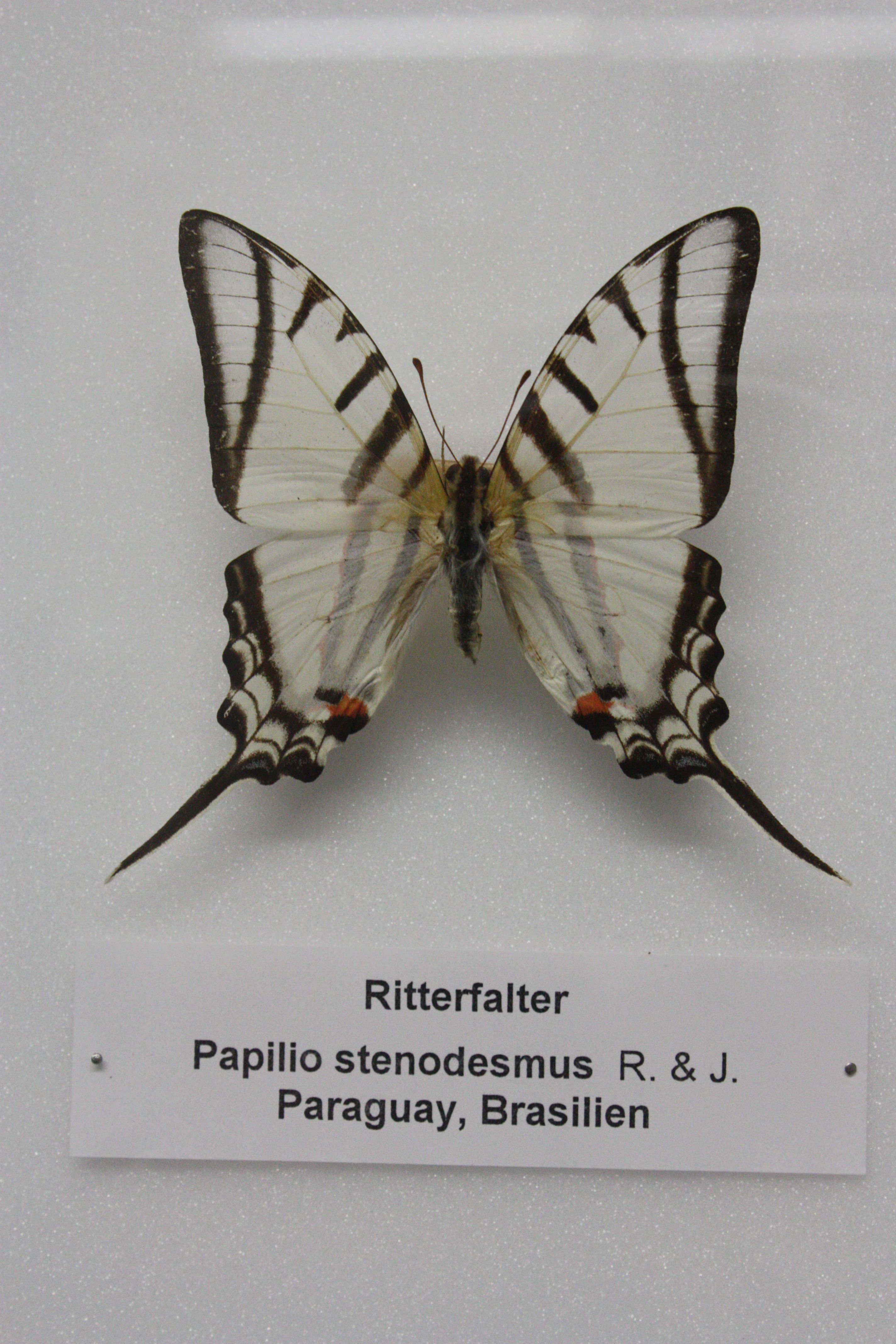